# Calcahual
Calcahual är en ort i Mexiko.   Den ligger i kommunen Axtla de Terrazas och delstaten San Luis Potosí, i den centrala delen av landet, 230 km norr om huvudstaden Mexico City. Calcahual ligger 108 meter över havet och antalet invånare är 197.
Terrängen runt Calcahual är kuperad åt sydväst, men åt nordost är den platt. Runt Calcahual är det ganska tätbefolkat, med 100 invånare per kvadratkilometer. Närmaste större samhälle är Tampacan, 18,6 km öster om Calcahual. I omgivningarna runt Calcahual växer huvudsakligen savannskog.